# Green Bank
|  | Dieser Artikel wurde aufgrund von inhaltlichen Mängeln auf der Qualitätssicherungsseite des Projektes USA eingetragen. Hilf mit, die Qualität dieses Artikels auf ein akzeptables Niveau zu bringen, und beteilige dich an der Diskussion! Eine nähere Beschreibung der zu behebenden Mängel fehlt. |

Green Bank ist eine Siedlung auf gemeindefreiem Gebiet und ein Census-designated place in Pocahontas County im US-Bundesstaat West Virginia.

## Lage
Die Ortschaft liegt bei den Koordinaten 38° 25' 36.18" Nord 79° 50' 3.88" West auf einer Höhe von 813 Metern über dem Meeresspiegel in den Alleghenies. Die 8,5 km² große Fläche des Gebietes hat laut Census keinen Anteil an Wasserfläche. Die West Virginia State Route WV-92 führt durch den Ort.

## Wirtschaft und öffentliche Einrichtungen
Die Ortschaft verfügt über Postamt, eine Bank, ein Münztelefon, eine öffentliche Bibliothek, ein Seniorenheim, eine Tankstelle und Pizzeria und ein 2010 eröffnetes Geschäft.

### National Radio Quiet Zone
Die Ortschaft ist der Standort des Green-Bank-Observatoriums. Daher gehört sie zur National Radio Quiet Zone und hat keinen Mobilfunk- und WiFi-Empfang.